# Natasha Kaiser-Brown
Natasha E. Kaiser-Brown (ur. 14 maja 1967 w Des Moines) – amerykańska lekkoatletka specjalizująca się w długich biegach sprinterskich, uczestniczka letnich igrzysk olimpijskich w Barcelonie (1992), srebrna medalistka olimpijska w biegu sztafetowym 4 × 400 metrów.

## Sukcesy sportowe
- mistrzyni Stanów Zjednoczonych w biegu na 400 m – 1994[1]

## Igrzyska olimpijskie
| Miejsce | Dzień      | Rok  | Miejscowość | Konkurencja        | Czas biegu  | Strata   | Zwycięzca        |
| ------- | ---------- | ---- | ----------- | ------------------ | ----------- | -------- | ---------------- |
| 10.     | 3 sierpnia | 1992 | Barcelona   | bieg na 400 m      | 50,60 s     | -        | Marie-José Pérec |
| srebro  | 8 sierpnia | 1992 | Barcelona   | sztafeta 4 × 400 m | 3:20,92 mim | + 0,72 s | WNP              |

## Mistrzostwa świata
| Miejsce | Dzień       | Rok  | Miejscowość | Konkurencja        | Czas biegu  | Strata   | Zwycięzca   |
| ------- | ----------- | ---- | ----------- | ------------------ | ----------- | -------- | ----------- |
| srebro  | 17 sierpnia | 1993 | Stuttgart   | bieg na 400 m      | 50,17 s     | + 0,35 s | Jearl Miles |
| złoto   | 22 sierpnia | 1993 | Stuttgart   | sztafeta 4 × 400 m | 3:16,71 min | -        | -           |

## Igrzyska panamerykańskie
| Miejsce | Dzień       | Rok  | Miejscowość | Konkurencja        | Czas biegu  | Strata   | Zwycięzca          |
| ------- | ----------- | ---- | ----------- | ------------------ | ----------- | -------- | ------------------ |
| 4.      | 5 sierpnia  | 1991 | Hawana      | bieg na 400 m      | 51,20 s     | + 1,59 s | Ana Fidelia Quirot |
| złoto   | 11 sierpnia | 1991 | Hawana      | sztafeta 4 × 400 m | 3:24,21 min | -        | -                  |

## Halowe mistrzostwa świata
| Miejsce | Dzień    | Rok  | Miejscowość | Konkurencja        | Czas biegu  | Strata   | Zwycięzca   |
| ------- | -------- | ---- | ----------- | ------------------ | ----------- | -------- | ----------- |
| srebro  | 13 marca | 1993 | Toronto     | sztafeta 4 × 400 m | 3:32,50 min | + 0,18 s | Jamajka     |
| 9.      | 8 marca  | 1997 | Paryż       | bieg na 400 m      | 52,82 s     | -        | Jearl Miles |
| srebro  | 9 marca  | 1997 | Paryż       | sztafeta 4 × 400 m | 3:27,66 min | + 0,82 s | Rosja       |

## Rekordy życiowe
- bieg na 100 metrów – 11,55 – Fayetteville 18/04/1998
- bieg na 200 metrów – 23,77 – Lawrence 19/04/1997
- bieg na 300 metrów – 36,97 – Edynburg 08/07/1994
- bieg na 400 metrów – 50,17 – Stuttgart 17/08/1993
- bieg na 400 metrów (hala) – 51,92 – Indianapolis 11/03/1989